# Sociocratie
Sociocratie (van het Latijnse socius, metgezel of collega, en het Griekse kratein, heersen of regeren) is een politieke filosofie voor een bestuursvorm die uitgaat van medewerking aan de besluitvorming door personen in alle lagen van een groep, organisatie of maatschappij. Letterlijk vertaald "regeren door samenwerking". Die komt tot uiting in het consentbeginsel, het principe dat een besluit alleen genomen kan worden wanneer geen van de aanwezigen een beargumenteerd bezwaar heeft tegen het nemen van dat besluit. Hierin wijkt het af van het democratisch principe van one man, one vote.

## Sociocratische kringorganisatiemethode
De sociocratische kringorganisatiemethode (SKM) is sinds de jaren 1970 ontwikkeld door Gerard Endenburg. De methode is gebaseerd op vier basisregels:
1. besluitvorming op basis van consent
2. een organisatie opgebouwd uit kringen
3. verbinding tussen twee kringen met een 'dubbele koppeling'
4. taaktoedeling volgens een sociocratische verkiezing

Om deze besluitvorming met grotere groepen mensen toe te passen wordt aan de bestaande hiërarchie een kringorganisatie toegevoegd van dubbel gekoppelde kringen. De onderliggende kring kiest met consent vertegenwoordigers met de beslissingsbevoegdheid om namens hen op een naasthoger niveau (het eerstvolgende hogere niveau) besluiten te nemen. De dubbele koppeling (3e basisregel) in combinatie met de consent-besluitvorming (1e basisregel) garandeert de wederzijdse corrigeerbaarheid.
Een belangrijke voorwaarde om gelijkwaardig mee te besluiten is de openheid van informatie.

## Geschiedenis
Het woord 'sociocratie' werd voor het eerst gebruikt door Auguste Comte (1798–1857), een Franse filosoof en socioloog, in zijn werk Système de politique positive (1851-1854). Hij ontwikkelde de theorie, dat als een maatschappij of organisatie op een wetenschappelijk sociologische manier zou worden ingericht, de heersende klasse niet alleen, of vooral, de eigen belangen zou meewegen, maar tegemoet zou komen aan de behoeftes van alle deelnemers of burgers.
De Amerikaanse pionier van de wetenschappelijke sociologie, Lester Frank Ward, was een actieve voorstander van invoering van beginselen van de sociocratie ter vervanging van het politieke stelsel dat door meerderheidsstemmingen en het op die manier dienen van de belangen van het kapitalisme, werden geleid. Hij zag de maatschappelijke evolutie als een opeenvolgende reeks van conflicten en oplossingen daarvan, bereikt door compromissen en samenwerking van betrokken ("engaged") deelnemers. Door onderwijs konden burgers de middelen worden aangereikt om deel te nemen aan vorming van de maatschappij. Anders dan Comte, zag Ward sociologen niet als de leiders, maar als adviseurs en wetenschappelijk begeleiders van de burgers.
Eugène Fournière (1857-1914), journalist, activist, socialist en hoogleraar, schreef dat hij voor zijn boek La sociocratie: essai de politique positive (1910) de term 'sociocratie' van Comte had overgenomen.
Kees Boeke (1884-1966), ingenieur, pedagoog, Quaker, anarchist en antimilitarist, is mogelijk tijdens een congres in Amsterdam (1904) in contact gekomen met de Franse bronnen. Hij werkte voor de Eerste Wereldoorlog in Libanon, waar destijds Frans werd gesproken. Boeke richtte in 1926 de Werkplaats Kindergemeenschap op waar hij samen met Beatrice Cadbury de beginselen van de Quakers en van sociocratie in de praktijk brengt.
Gerard Endenburg (1933) was van 1944 tot 1948 'werker' (leerling) van deze Werkplaats. Na zijn studie elektrotechniek en zijn militaire dienstplicht als docent radartechnologie volgde hij zijn ouders op in het bedrijf Endenburg Elektrotechniek met het idee om het te ontwikkelen tot een werkgemeenschap waarin kapitaal en arbeid leverende deelnemers gelijkwaardig samenwerken. In analogie met de ontwikkeling van de moderne natuurwetenschappen ontwikkelde hij voor zijn bedrijf de sociocratische kringorganisatiemethode (SKM). Hij promoveerde in 1992 en bekleedde enkele jaren later de bijzondere leerstoel De lerende organisatie in het bijzonder de sociocratische kringorganisatie.
Toen in 1976 de methode voor het bedrijf met 140 medewerkers haar meerwaarde had bewezen (het bedrijf overleefde de oliecrisis en kreeg vrijstelling van de wettelijke verplichting tot het hebben van een ondernemingsraad) werd het Sociocratisch Centrum opgericht om de SKM verder te ontwikkelen en te verspreiden.
Door de toenemende belangstelling uit het buitenland richtte Endenburg in 2013 samen met de toenmalige directeur van het Sociocratisch Centrum, Annewiek Reijmer, en twee partners in het buitenland, Gilles Charest en John Buck, The Sociocracy Group (TSG) op in de vorm van een sociocratische franchise met het Nederlandse Sociocratisch Centrum als eerste (gelijkwaardige) franchisenemer. The Sociocracy Group dient naast het verspreiden en ontwikkelen van de SKM als laboratorium om Endenburgs ontwerpregels voor een mondiale sociocratische kringorganisatie in praktijk te brengen en te toetsen.
In 2014 is de Gerard Endenburg Foundation opgericht, een sociocratische stichting voor goede doelen ter bevordering van een sociocratisch toegeruste samenleving.
Tientallen andere organisaties in Nederland en in het buitenland bieden coaching, training en advies aan op het gebied van sociocratie, gebaseerd op de SKM, al hanteren zij soms meer of andere basisregels en principes.